# Értény
Értény ist eine ungarische Gemeinde im Kreis Tamási im Komitat Tolna. Zur Gemeinde gehört der nördlich gelegene Ortsteil Barnahátpuszta.

## Geografische Lage
Értény liegt zwölf Kilometer westlich der Kreisstadt Tamási an den Flüssen Kánya-ér und Jégvermi-árok. Nachbargemeinden sind Koppányszántó, Nagykónyi und Újireg.

## Geschichte
Im Jahr 1907 gab es in der damaligen Großgemeinde 326 Häuser und 1690 Einwohner auf einer Fläche von 3638 Katastraljochen.

## Sehenswürdigkeiten
- Römisch-katholische Kirche Szent Márton püspök, erbaut 1749 im barocken Stil
- Szentháromság-Säule
- Szent-Márton-Bildsäule
- 1956er-Denkmal
- Weltkriegsdenkmäler

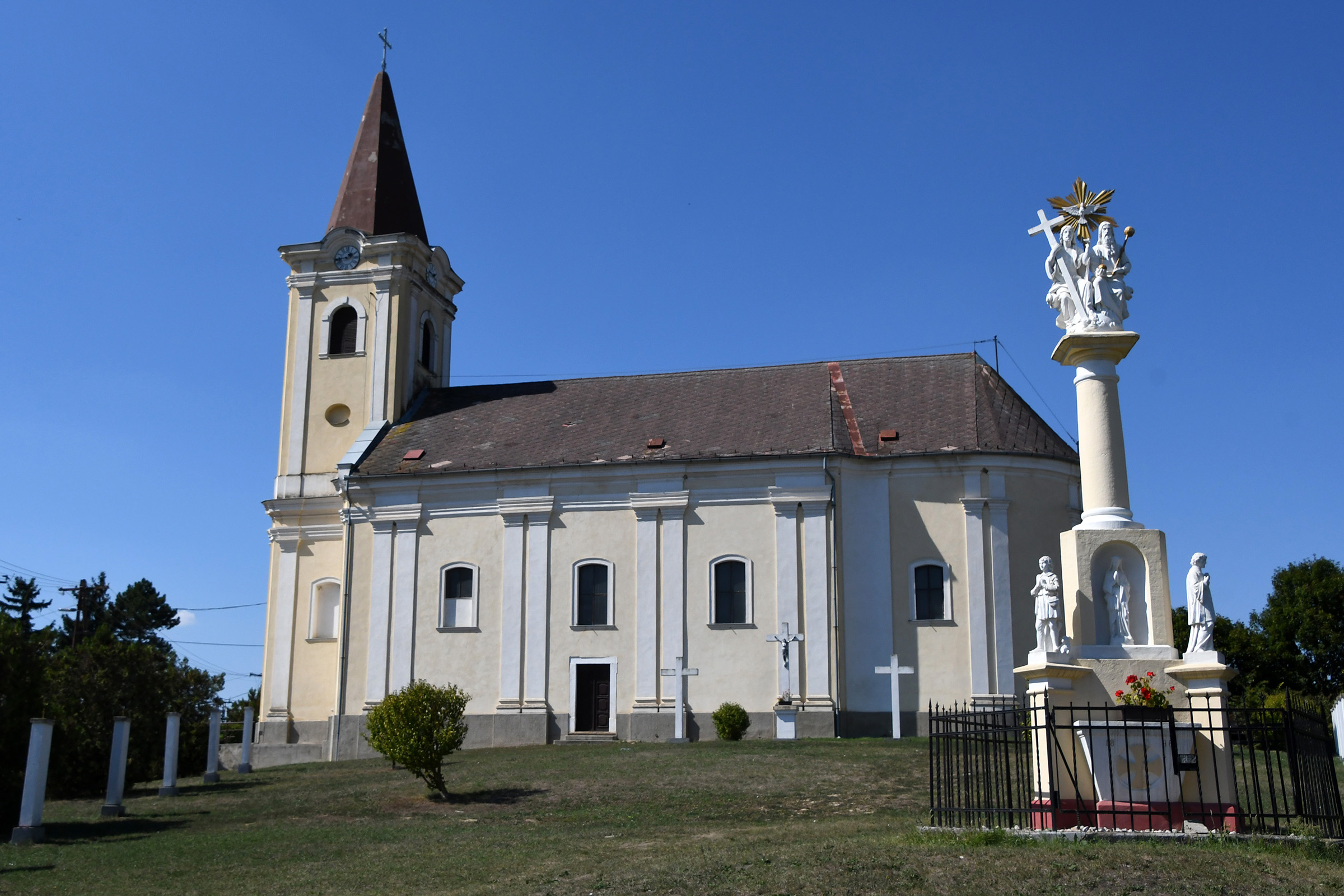
Röm.-kath. Kirche Szent Márton püspök und Szentháromság-Säule
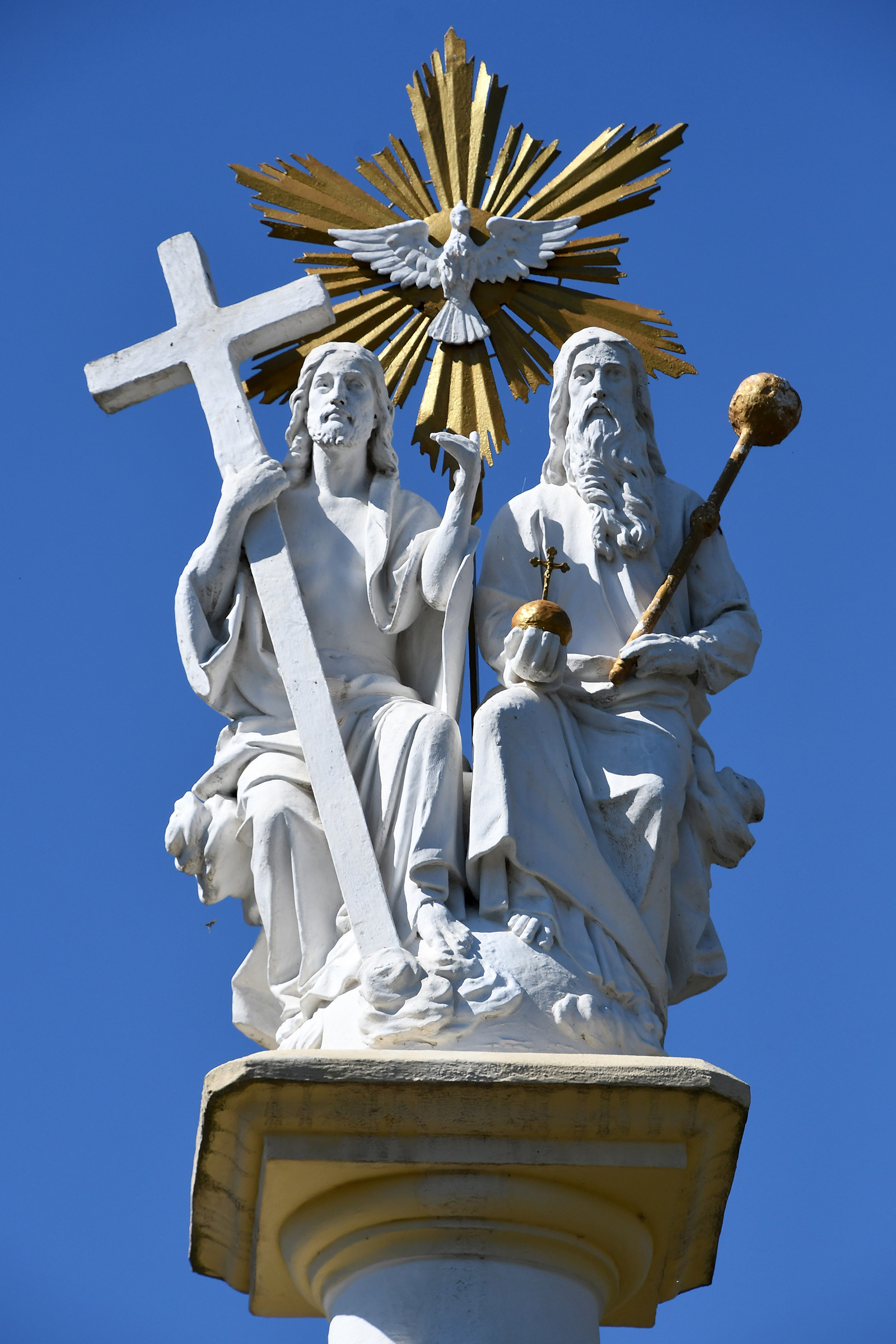
Oberer Teil der Szentháromság-Säule
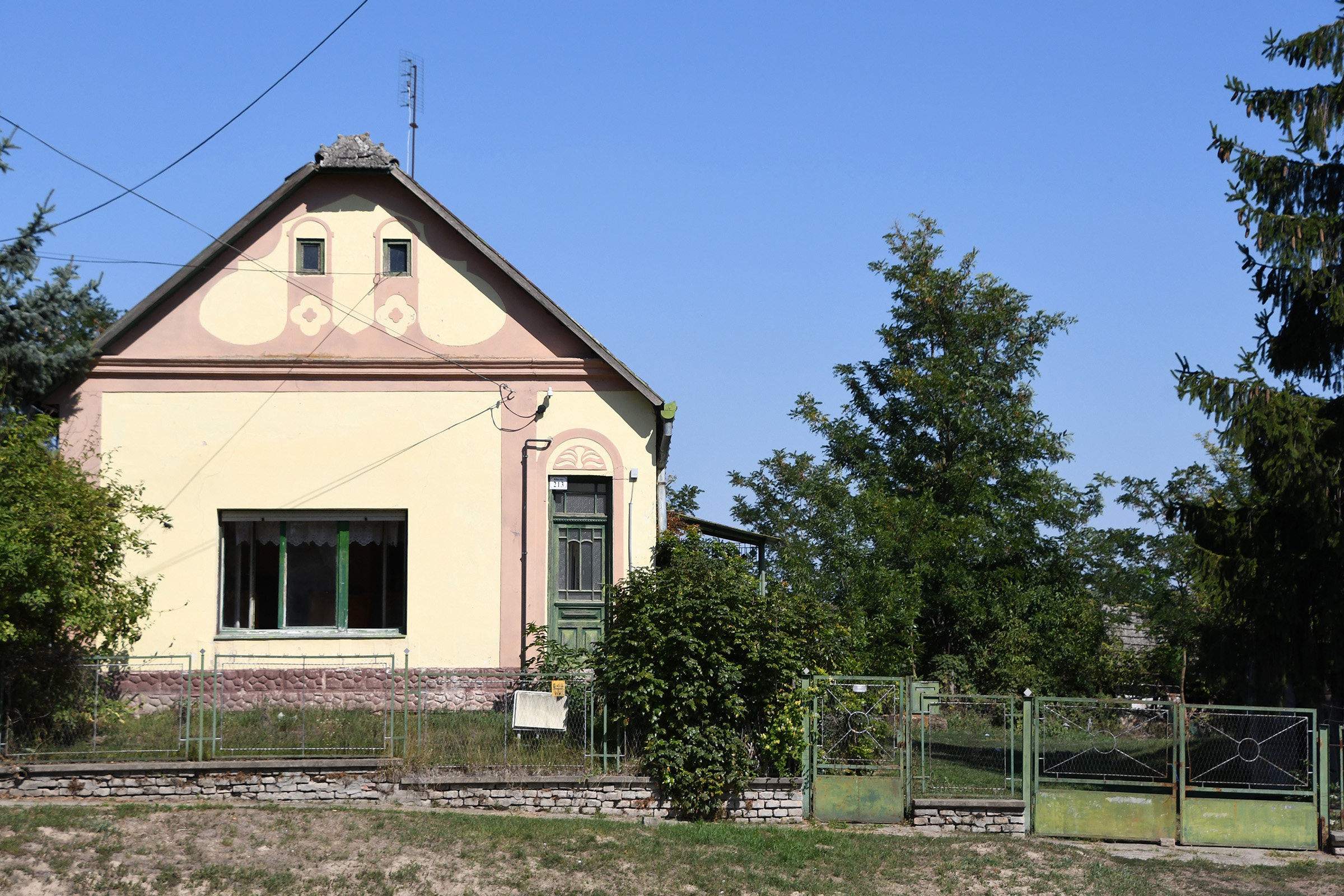
Traditionelles Wohnhaus
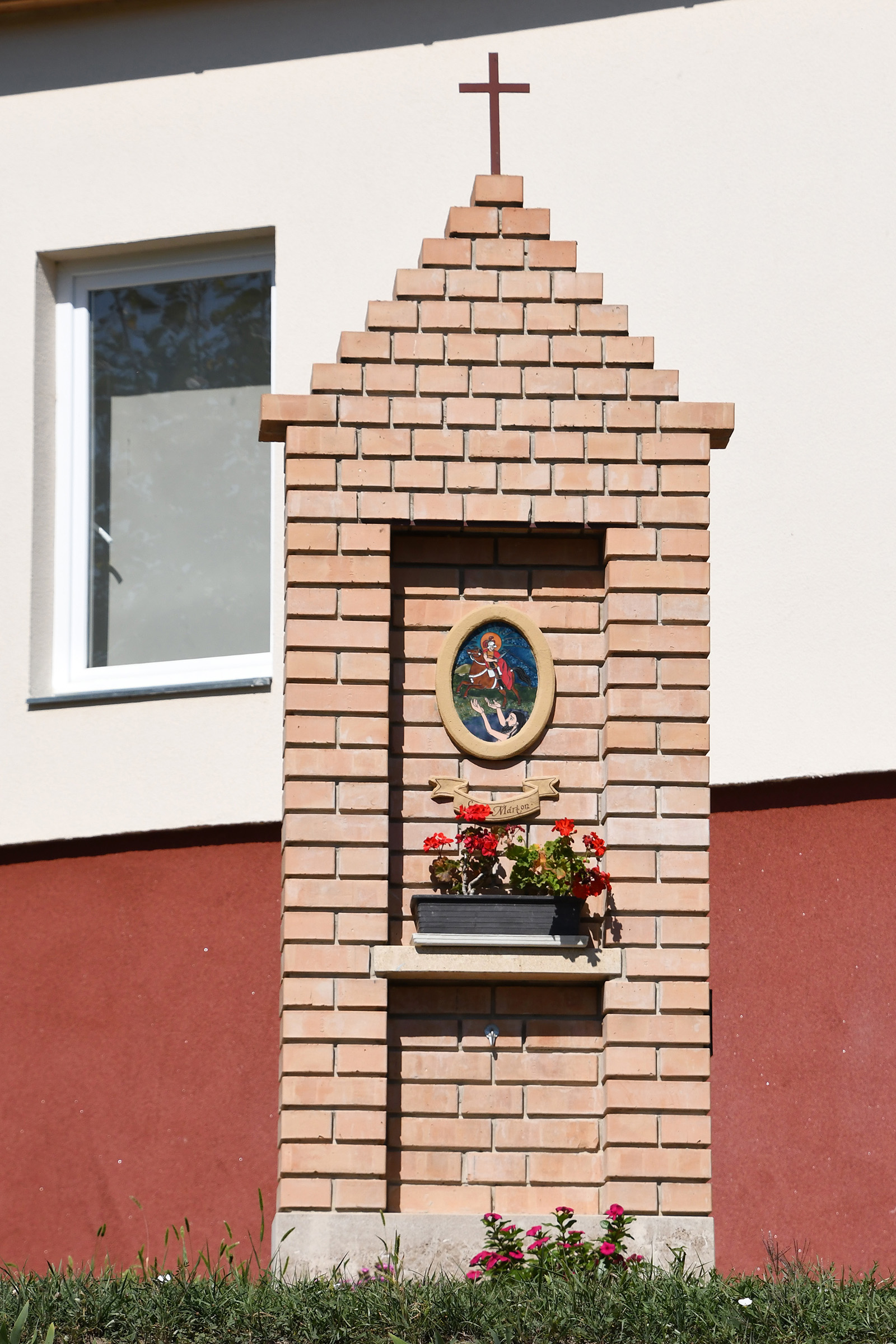
Szent-Márton-Bildsäule

## Verkehr
Értény ist nur über die Nebenstraße Nr. 65154 zu erreichen. Es bestehen Busverbindungen über Koppányszántó nach Törökkoppány sowie über Nagykónyi nach Tamási. Die nächstgelegenen Bahnhöfe befinden sich südlich in Dombóvár und nordöstlich in Pincehely.